# مانع بن علي بن جماز
مانع بن علي بن مسعود بن جماز أمير المدينة المنورة، وأحد أمراء إمارة آل مهنا في سنة 753هـ، واستمر حتى ربيع أول من سنة 759هـ ، وتبعه جماز بن منصور أميراً للمدينة.
أجمع آل جماز على تقديم مانع بن علي بن مسعود أميراً على المدينة، لكن كثرت الفتن في ولايته وتتابعت الغارات وضعف عن تدبير الولاية فعزل.